# Пономаренко Сергій Іванович (футболіст)
Сергій Іванович Пономаренко (нар. 12 квітня 1978, Одеса, УРСР) — український футболіст, нападник.

## Клубна кар'єра
Вихованець СДЮСШОР «Чорноморець» (Одеса). У головній команді «моряків» дебютував 29 червня 1999 року в грі проти «Буковини». У сезонах 2000/01 і 2001/02 років, коли «Чорноморець» виступав у першій лізі, молодий нападник регулярно виходив в стартовому складі. У вищій лізі основним став дует нападників Олександр Косирін — Костянтин Балабанов, тому Пономаренко у сезонах 2002/03 і 2003/04 років зіграв всього три матчі. Значну частину часу нападник провів у другій клубній команді і в фарм-клубі одеситів — МФК «Миколаїв». Граючи за «Чорноморець-2», 25 квітня 2004 забив 4 м'ячі в ворота «Росі».
У березні 2004 року проходив перегляд у казахстанській команді «Тобол». У складі казахстанців відзначився дублем у товариському матчі проти «Алмаза».
У серпні 2004 року на правах оренди перейшов у клуб вищої ліги «Борисфен». В осінній частині сезону 2004/05 років взяв участь лише в трьох матчах — з «Кривбасом», «Волинню» й «Чорноморцем». У перших двох виходив в стартовому складі, а в грі проти своєї рідної команди — лише наприкінці матчу. Частіше з'являтися на полі футболістові заважали проблеми зі здоров'ям.
З 2005 по 2006 рік грав у «Поділлі» й «Дністрі».
Взимку 2007 року перейшов у «Геліос». У першому ж матчі за «сонячних» відзначився дублем. Але й у цій команді гравця приследовать травми. 6 вересня 2008 року на 40-й хвилині матчу «Комунальник» — «Геліос» поблизу штрафного майданчика луганчан 18-річний захисник господарів поля Сергій Малий, намагаючись вибити м'яч, ногою в'їхав в щелепу Пономаренку, який намагався зіграти головою. Від отриманого удару нападник знепритомнів і впав на газон. Обстеження, зроблене гравцеві в Харкові, показало, що щелепа у нього була зламана відразу в трьох місцях. Всього за останні два роки в «Геліосі» у Сергія було три переломи.
Пішовши з харківської команди, нападник в січні 2010 року проходив перегляд у своїй колишній команді — «Дністер». Але навіть в цьому клубі першої ліги наставник овідіопольців Андрій Пархоменко не міг гарантувати Сергію стабільне місце в основі. У зв'язку з цим в лютому 2010 року, втомившись від низки травм, і не маючи бажання грати у другій лізі, Пономаренко завершив виступи у професійному футболі.

## Студентська збірна України
У складі студентської збірної України брав участь в XXII літній універсіаді, яка проходила в 2003 році в Тегу (Південна Корея).